# Tejay van Garderen
Tejay van Garderen (Tacoma, 12 agosto 1988) è un ex ciclista su strada statunitense, professionista dal 2010 al 2021. Era un buon specialista, delle prove a cronometro, ed aveva caratteristiche di passista-scalatore. In carriera, ha vinto la classifica come miglior giovane al Tour de France 2012, ed inoltre, ha vinto una tappa, al Giro d'Italia 2017.

## Carriera

### Gli esordi e i primi anni da professionista

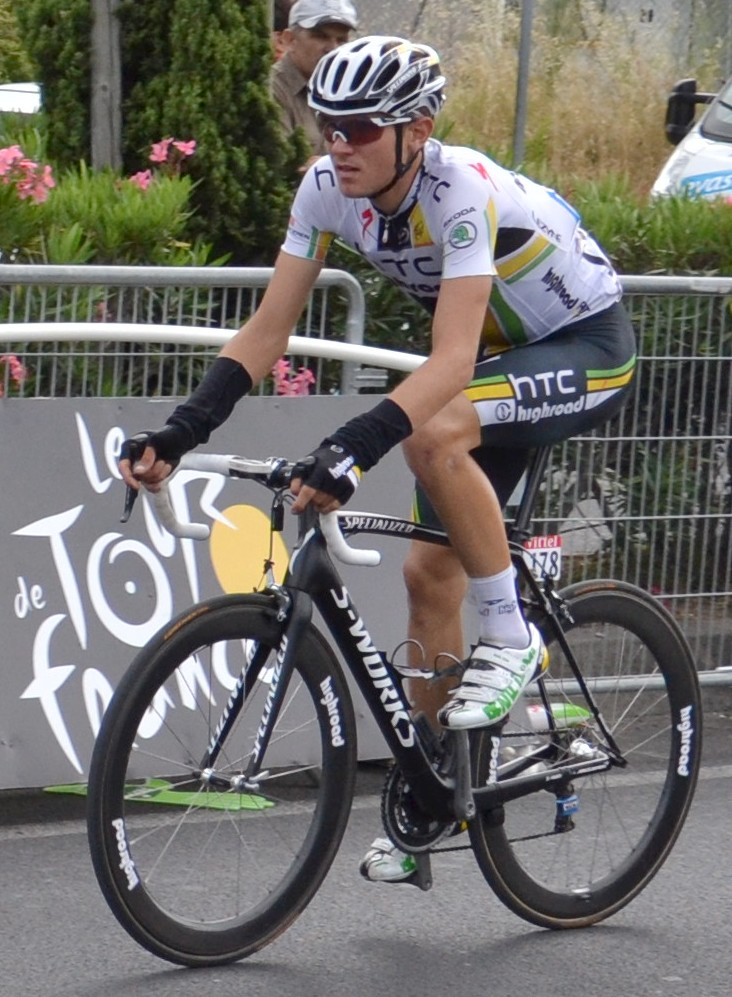
Tejay van Garderen, impegnato durante una tappa del Tour de France 2011.

Nato nello stato di Washington da famiglia di origini olandesi, Tejay van Garderen si mette in mostra già tra gli Under-23, categoria in cui, oltre ad aggiudicarsi alcune gare del calendario UCI Europe Tour, vince i campionati statunitensi in linea e a cronometro. Dopo due stagioni al Rabobank Continental Team passa professionista all'inizio del 2010 con il team Team HTC-Columbia. Ottiene ben presto buoni risultati, tra cui il terzo posto nella classifica finale del Critérium du Dauphiné 2010.
Anche nel 2011 coglie risultati degni di nota: alla Volta ao Algarve conclude secondo, e nella cronometro iniziale del Tour de Suisse viene battuto solo da Fabian Cancellara. Partecipa poi al Tour de France come gregario di Mark Cavendish, riuscendo a conquistare la maglia a pois al termine dell'ottava tappa (la perde nella frazione successiva). In stagione coglie il primo successo da pro, nella cronometro del Tour of Utah.

### 2012-2015: i primi anni in BMC e le dueTop 5al Tour
Per il 2012 firma un contratto con la squadra statunitense BMC Racing Team, capitanata da Cadel Evans. Durante l'annata prende parte al Tour de France, ottenendo il quinto posto in graduatoria generale finale e la maglia bianca di vincitore della classifica Under-25. Partecipa poi anche alla prova in linea dei Giochi olimpici di Londra e ai campionati del mondo: in quest'ultima rassegna coglie il secondo posto (con la BMC) nella cronometro a squadre e il quarto in quella individuale.
Nel 2014 finisce il Tour de France di nuovo in quinta posizione nella classifica generale. Nel 2015 si afferma uno dei ciclisti più promettenti per il futuro vincendo una tappa di montagna al Giro di Catalogna. Partecipa poi nuovamente al Tour de France dove è costretto a ritirarsi durante la diciassettesima tappa per una sindrome influenzale mentre occupava la terza posizione in classifica generale.

### 2016-2018: altri piazzamenti e la vittoria di tappa al Giro
Inizia la stagione 2016 pensando nuovamante al Tour de France. Alla Vuelta a Andalucia vince la tappa a cronometro ma perde la maglia di capoclassifica all'ultimo giorno a vantaggio di Alejandro Valverde. Al Tour de Suisse parte con ambizioni di vittoria finale ma non riesce a tenere le ruote dei migliori e conclude sesto, dopo essersi imposto sul difficile arrivo in salita di Sölden. Si presenta così al via del Tour de France condividendo la leadership con il compagno Richie Porte. Si mantiene fra i primi dieci della classifica per le prime due settimane salvo poi crollare alla diciassettesima tappa e concludere con un anonimo ventinovesimo posto. Successivamente si ripresenta alla Vuelta a España con il doppio compito di supportare il capitano Samuel Sánchez e cercare una vittoria di tappa. Ma la sua corsa è anonima (ottiene come miglior piazzamento di giornata un ventiseiesimo posto sull'Aubisque) e si ritira, per affaticamento, alla diciassettesima tappa.

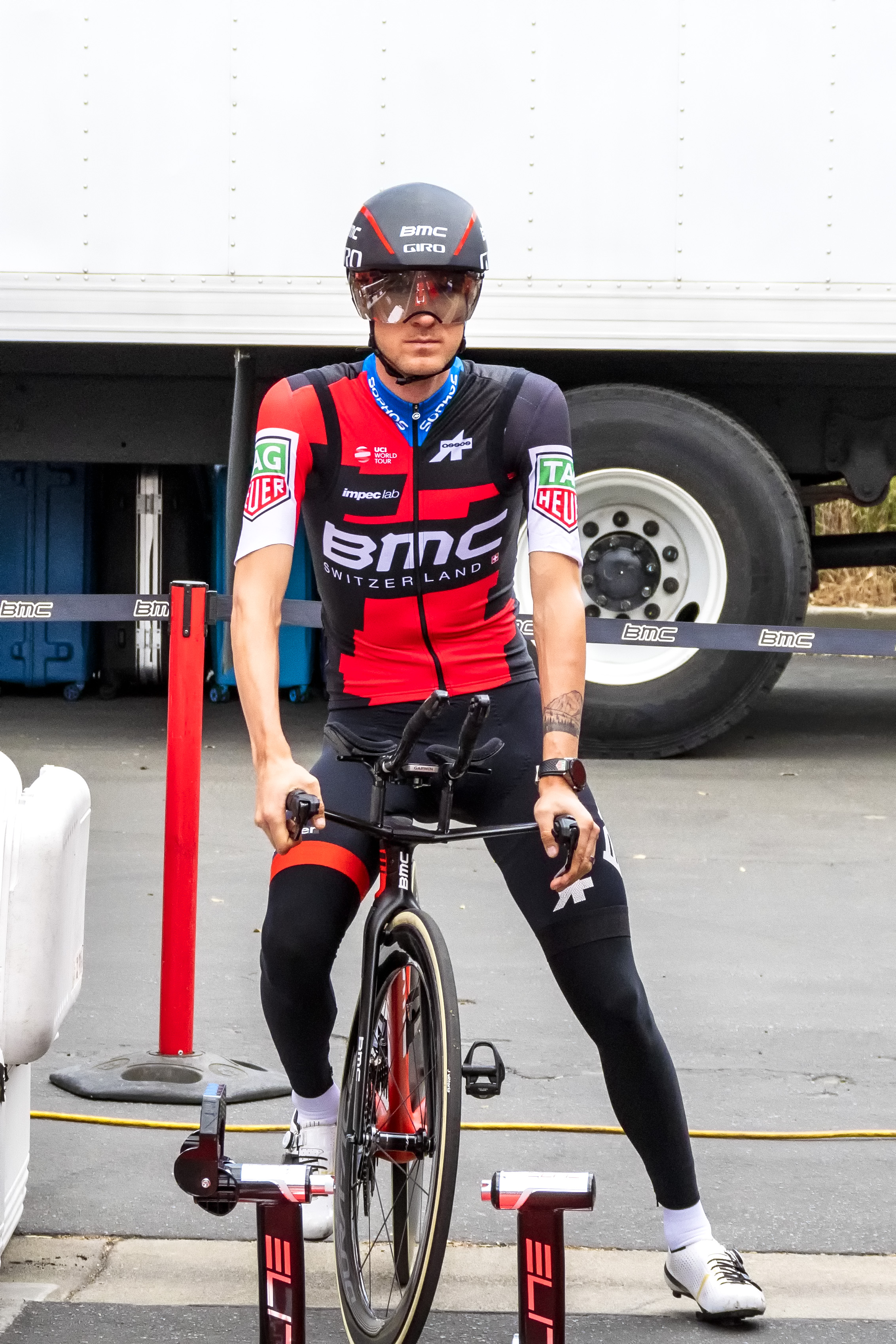
Tejay Van Garderen, prima della partenza della cronometro del Tour of California 2018.

Inizia la stagione 2017 vincendo, con i compagni di squadra della BMC, la cronometro a squadre di apertura della Tirreno-Adriatico, apparentemente candidandosi a un ruolo di primo piano nella lotta per la classifica generale. Tuttavia, sull'arrivo in salita del Terminillo si piazza solo ventinovesimo, e conclude la corsa al ventunesimo posto della classifica. Prende poi il via della Volta a Catalunya. Con i compagni di squadra si piazza secondo a 2" dalla Movistar nella 2ª tappa, una cronometro a squadre di 41,3 km, ma complice la penalizzazione dei vincitori per spinte, la vittoria è della BMC. Il giorno seguente tiene il ritmo dei migliori sull'arrivo in salita di La Molina, vestendo la maglia di capoclassifica; successivamente va però in difficoltà, nella quinta tappa con arrivo in salita a Lo Port (Tortosa), e nonostante il supporto del compagno Samuel Sánchez perde 1'53" dal vincitore Alejandro Valverde. Conclude la corsa al quinto posto. Partecipa al Giro d'Italia come capitano della sua squadra e con ambizioni di classifica; rimane con i primi per circa metà corsa, ma poi perde nettamente terreno. Si dedica quindi a cercare successi parziali, riuscendo a vincere la diciottesima tappa, con arrivo a Ortisei, in volata a due su Mikel Landa. Successivamente disputa la Vuelta a España vincendo la cronosquadre inaugurale assieme ai compagni della BMC. Si mantiene tra i primi cinque della classifica fino alla decima tappa, ma anche qui perde terreno, uscendo dalla top ten nell'undicesima frazione, sulle rampe verso l'Osservatorio di Calar Alto. Ripresosi, conclude la gara spagnola al decimo posto della classifica, a circa quindici minuti dal vincitore Chris Froome.
Torna al successo nel 2018 imponendosi nella quarta tappa, a cronometro, del Tour of California. Grazie alle buone prestazioni nelle tappe precedenti il successo gli permette di conquistare momentaneamente anche il primato in classifica, ai danni di Egan Bernal. Non riesce però a difendere la maglia nel corso della sesta tappa, vinta nuovamente da Bernal, dovendo accontentarsi del secondo posto finale in classifica a 1'25" dal colombiano. Al Tour de France contribuisce al successo della cronometro a squadre da parte della BMC ma poi perde molto terreno in classifica, concludendo la corsa in trentaduesima posizione. Successivamente, dopo essersi imposto nel prologo del Tour of Utah, annuncia il suo passaggio alla EF Education First-Drapac a partire dalla stagione 2019.
Il 20 giugno 2021 annuncia il proprio ritiro dall'attività agonistica.

## Palmarès

### Strada
- 2008 (Rabobank Continental Team, tre vittorie)

1ª tappa Flèche du Sud (Schifflange > Rumelange)
3ª tappa Grand Prix Tell (Safenwil > Safenwil)
9ª tappa Tour de l'Avenir (Seix > Mirepoix)
- 2009 (Rabobank Continental Team, tre vittorie)

Classifica generale Tour du Haut Anjou
5ª tappa Olympia's Tour (Vaals > Vaals)
Classifica generale Circuito Montañés
- 2011 (HTC-Highroad, una vittoria)

3ª tappa Tour of Utah (Miller Motorsports Park, cronometro)
- 2012 (BMC Racing Team, una vittoria)

2ª tappa USA Pro Cycling Challenge (Montrose > Crested Butte)
- 2013 (BMC Racing Team, quattro vittorie)

6ª tappa Tour of California (San José, cronometro)
Classifica generale Tour of California
5ª tappa USA Pro Cycling Challenge (Vail, cronometro)
Classifica generale USA Pro Cycling Challenge
- 2014 (BMC Racing Team, quattro vittorie)

4ª tappa Volta Ciclista a Catalunya (Alp > Vallter 2000)
3ª tappa USA Pro Cycling Challenge (Gunnison > Monarch Mountain)
6ª tappa USA Pro Cycling Challenge (Vail, cronometro)
Classifica generale USA Pro Cycling Challenge
- 2015 (BMC Racing Team, una vittoria)

4ª tappa Volta Ciclista a Catalunya (Tona > La Molina)
- 2016 (BMC Racing Team, due vittorie)

4ª tappa Vuelta a Andalucía (Alhaurín de la Torre, cronometro)
7ª tappa Tour de Suisse (Arbon > Sölden/Rettenbachferner)
- 2017 (BMC Racing Team, una vittoria)

18ª tappa Giro d'Italia (Moena > Ortisei)
- 2018 (BMC Racing Team, due vittorie)

4ª tappa Tour of California (San Josè > San Josè, cronometro)
Prologo Tour of Utah (St. George > St. George, cronometro)

#### Altri successi
- 2008 (Rabobank Continental Team)

5ª tappa Volta Ciclista Internacional a Lleida (Les > Vigo, cronosquadre)
- 2009 (Rabobank Continental Team)

Prologo Olympia's Tour (Amsterdam, cronosquadre)
- 2010 (Team HTC-Columbia)

1ª tappa Vuelta a España (Siviglia, cronosquadre)
Classifica giovani Tour de l'Ain
- 2011 (HTC-Highroad)

Classifica giovani USA Pro Cycling Challenge
Classifica giovani Tour of California
- 2012 (BMC Racing Team)

Classifica giovani Parigi-Nizza
Classifica giovani Tour de France
- 2013 (BMC Racing Team)

Classifica giovani Critérium International
- 2014 (BMC Racing Team)

Campionati del mondo, cronosquadre
- 2015 (BMC Racing Team)

3ª tappa Critérium du Dauphiné (Roanne > Montagny, cronosquadre)
9ª tappa Tour de France (Vannes > Plumelec, cronosquadre)
- 2016 (BMC Racing Team)

1ª tappa Tirreno-Adriatico (Lido di Camaiore, cronosquadre)
- 2017 (BMC Racing Team)

1ª tappa Tirreno-Adriatico (Lido di Camaiore, cronosquadre)
2ª tappa Volta Ciclista a Catalunya (Banyoles > Banyoles, cronosquadre)
1ª tappa Vuelta a España (Nîmes, cronosquadre)
- 2018 (BMC Racing Team)

1ª tappa Tour de Suisse (Frauenfeld, cronosquadre)
3ª tappa Tour de France (Cholet, cronosquadre)

## Piazzamenti

### Grandi Giri
- Giro d'Italia

2017: 20º
2021: 84º
- Tour de France

2011: 82º
2012: 5º
2013: 45º
2014: 5º
2015: ritirato (17ª tappa)
2016: 29º
2018: 32º
2019: non partito (8ª tappa)
2020: 91º
- Vuelta a España

2010: 35º
2015: ritirato (8ª tappa)
2016: ritirato (17ª tappa)
2017: 10º
2019: ritirato (7ª tappa)
2020: 113º

### Classiche monumento
- Liegi-Bastogne-Liegi

2010: 121º
2011: 18º
2012: 61º
2015: ritirato
- Giro di Lombardia

2013: ritirato
2014: ritirato

### Competizioni mondiali
- Campionati del mondo su strada

Stoccarda 2007 - Cronometro Under-23: 38º
Stoccarda 2007 - In linea Under-23: ritirato
Varese 2008 - Cronometro Under-23: 42º
Varese 2008 - In linea Under-23: 25º
Melbourne 2010 - Cronometro Elite: 24º
Melbourne 2010 - In linea Elite: ritirato
Limburgo 2012 - Cronosquadre: 2º
Limburgo 2012 - Cronometro Elite: 4º
Limburgo 2012 - In linea Elite: ritirato
Toscana 2013 - In linea Elite: ritirato
Ponferrada 2014 - Cronosquadre: vincitore
Ponferrada 2014 - Cronometro Elite: 37º
Ponferrada 2014 - In linea Elite: ritirato
Bergen 2017 - Cronosquadre: 2º
Bergen 2017 - Cronometro Elite: 26º
Bergen 2017 - In linea Elite: ritirato
Innsbruck 2018 - Cronosquadre: 3º
Innsbruck 2018 - Cronometro Elite: 27º
- Giochi olimpici

Londra 2012 - In linea: 104º